# Рыбы-клоуны
Рыбы-клоуны, или амфиприоны (лат. Amphiprion), — род морских лучепёрых рыб из семейства помацентровых. Чаще всего под этим названием фигурирует аквариумная рыбка оранжевый амфиприон (Amphiprion percula).
Для рыб-клоунов характерен симбиоз с различными видами актиний. Вначале рыба слегка касается актинии, позволяя ей ужалить себя и выясняя точный состав слизи, которым покрыта актиния, — эта слизь нужна актинии, чтобы она не жалила сама себя. Затем рыба-клоун воспроизводит этот состав и после этого может прятаться от врагов среди щупалец актинии. Рыба-клоун заботится об актинии — вентилирует воду и уносит непереваренные остатки пищи. Рыбки никогда не удаляются далеко от «своей» актинии. Самцы прогоняют от неё самцов, самки — самок. Территориальное поведение, видимо, стало причиной контрастной окраски. Протандрические гермафродиты: все молодые особи — самцы, однако в течение жизни рыба меняет пол. Стимул, запускающий смену пола, — гибель самки.
Окраска рыб варьирует от насыщенно пурпурного до огненно-оранжевого, красного и жёлтого.
28 видов обитают в рифах Индийского и Тихого океанов — от Восточной Африки до Французской Полинезии и от Японии до Восточной Австралии.

## Виды
- Amphiprion akallopisos Bleeker, 1853 — Пестроносый амфиприон
- Amphiprion akindynos Allen, 1972
- Amphiprion allardi Klausewitz, 1970 (=Amphiprion xanthurus Cuvier in Cuvier et Valenciennes, 1830)
- Amphiprion bicinctus Rüppell, 1830
- Amphiprion biaculeatus (=Premnas biaculeatus (Bloch, 1790))
- Amphiprion chagosensis Allen, 1972
- Amphiprion chrysogaster Cuvier in Cuvier et Valenciennes, 1830 (=Amphiprion fusciventer Bennett, 1832, Amphiprion mauritiensis — Schultz, 1953)
- Amphiprion chrysopterus Cuvier in Cuvier et Valenciennes, 1830
- Amphiprion clarkii (Bennett, 1830) (=Amphiprion boholensis Cartier, 1874, Amphiprion chrysargyrus Richardson, 1846, Anthias clarkii Bennett, 1830, Amphiprion japonicus Temminck et Schlegel, 1843, Amphiprion melanostolus Richardson, 1842, Sparus milii Bory de Saint-Vincent, 1831, Amphiprion papuensis Macleay, 1883, Amphiprion snyderi Ishikawa, 1904)
- Amphiprion ephippium (Bloch, 1790) (=Amphiprion calliops Schultz, 1966, Lutjanus ephippium Bloch, 1790)
- Amphiprion frenatus Brevoort, 1856 (=Prochilus polylepis Bleeker, 1877)
- Amphiprion fuscocaudatus Allen, 1972
- Amphiprion latezonatus Waite, 1900
- Amphiprion latifasciatus Allen, 1972
- Amphiprion leucokranos Allen, 1973 (=Amphiprion leucocranos Allen, 1973)
- Amphiprion mccullochi Whitley, 1929
- Amphiprion melanopus Bleeker, 1852 (=Amphiprion arion De Vis, 1884, Prochilus macrostoma Bleeker, 1877, Amphiprion monofasciatus Thiollière in Montrouzier, 1857, Amphiprion verweyi Whitley, 1933)
- Amphiprion nigripes Regan, 1908
- Amphiprion ocellaris Cuvier in Cuvier et Valenciennes, 1830 (=Amphiprion bicolor Castelnau, 1873, Amphiprion melanurus Cuvier in Cuvier et Valenciennes, 1830)
- Amphiprion omanensis Allen et Mee in Allen, 1991
- Amphiprion percula (Lacépède, 1802) — Оранжевый амфиприон (=Lutjanus percula Lacépède, 1802)
- Amphiprion perideraion Bleeker, 1855 (=Amphiprion amamiensis Mori, 1966, Amphiprion rosenbergii Richardson, 1859-60)
- Amphiprion polymnus (Linnaeus, 1758) (=Anthias bifasciatus Bloch, 1792, Paramphiprion hainanensis Wang, 1941, Amphiprion intermedius Schlegel et Müller, 1839, Lutjanus jourdin Lacépède, 1802, Amphiprion laticlavius Cuvier in Cuvier et Valenciennes, 1830, Perca polymna Linnaeus, 1758, Amphiprion trifasciatus Cuvier in Cuvier et Valenciennes, 1830, Coracinus vittatus Gronow in Gray, 1854, Amphiprion bifasciatus annamensis Chevey, 1932)
- Amphiprion rubacinctus Richardson, 1842 (=Amphiprion tricolor Günther, 1861)
- Amphiprion sandaracinos Allen, 1972
- Amphiprion sebae Bleeker, 1853
- Amphiprion thiellei Burgess, 1981
- Amphiprion tricinctus Schultz et Welander in Schultz, 1953

## Галерея

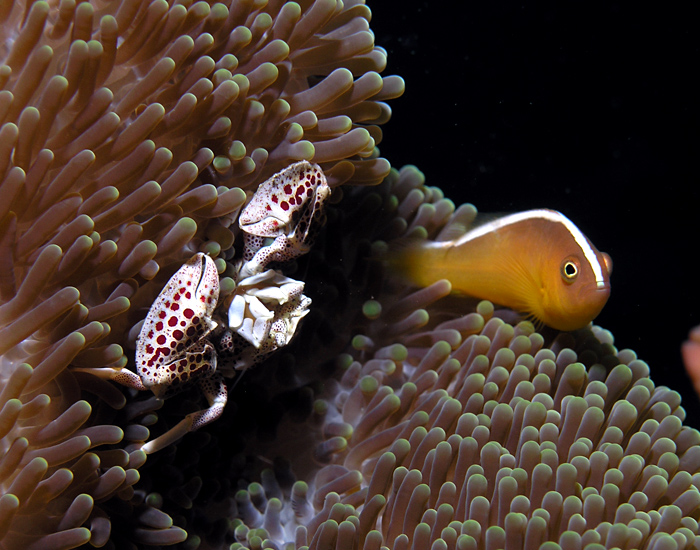
Amphiprion sandaracinos
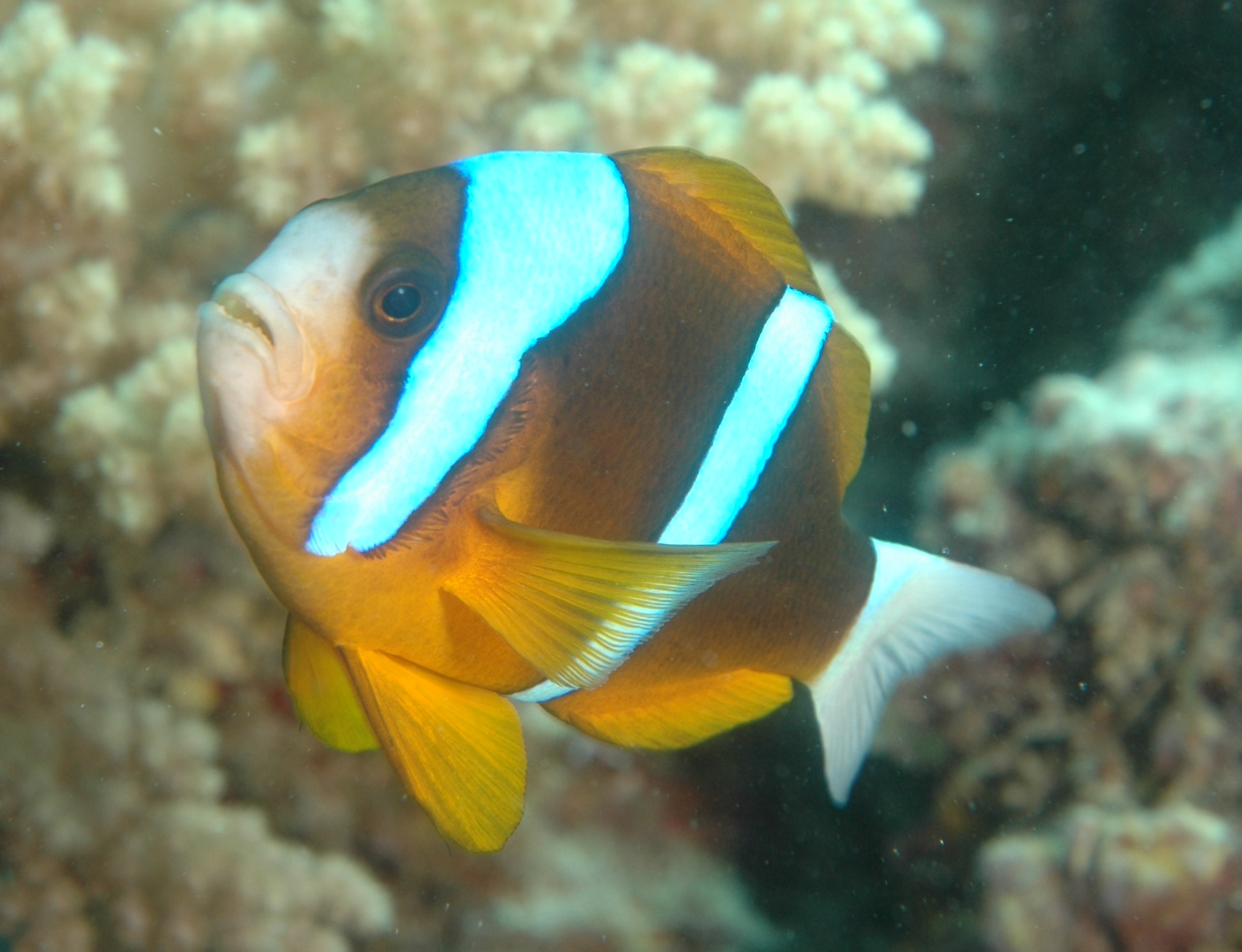
Amphiprion akindynos
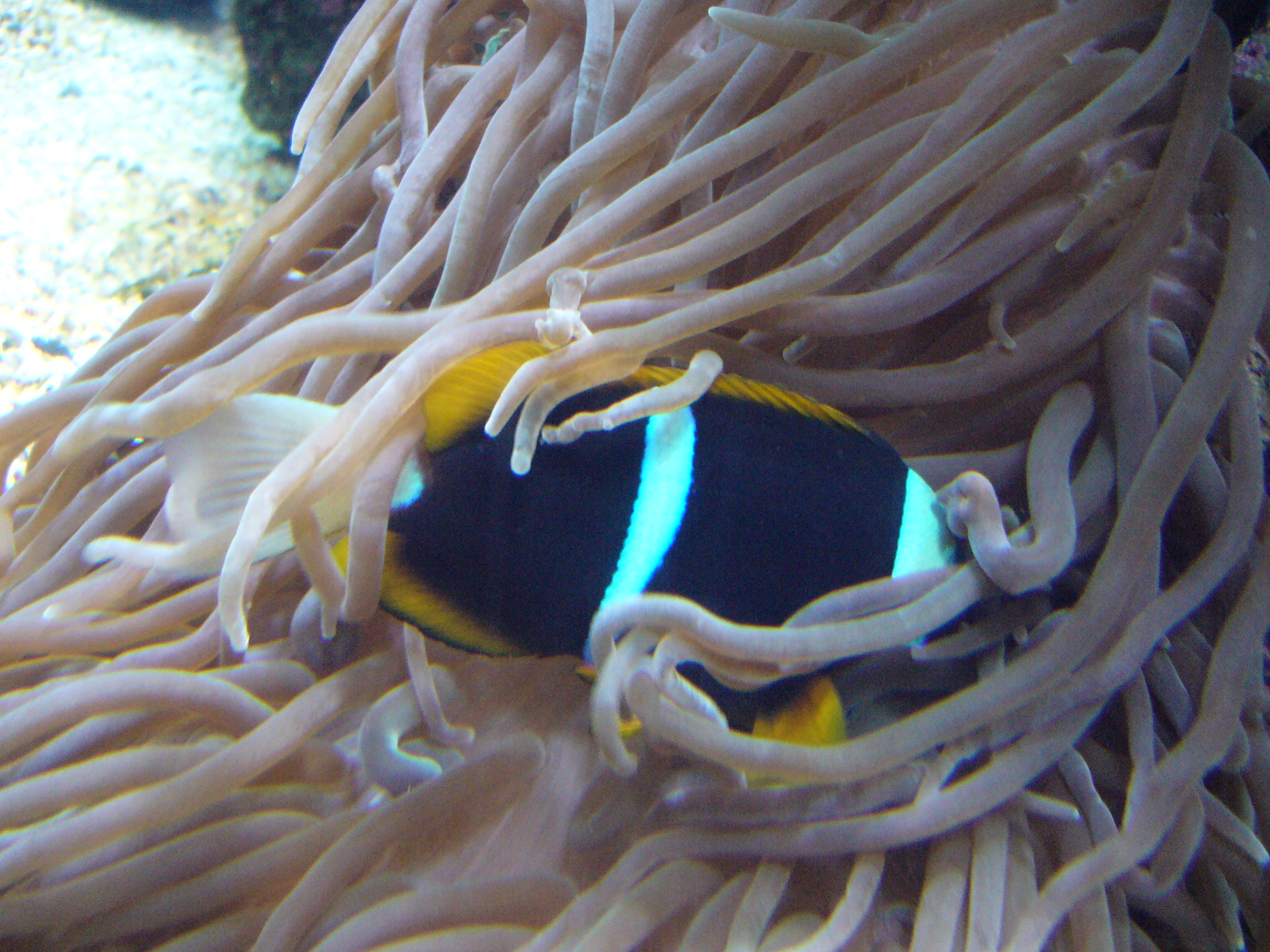
Amphiprion allardi
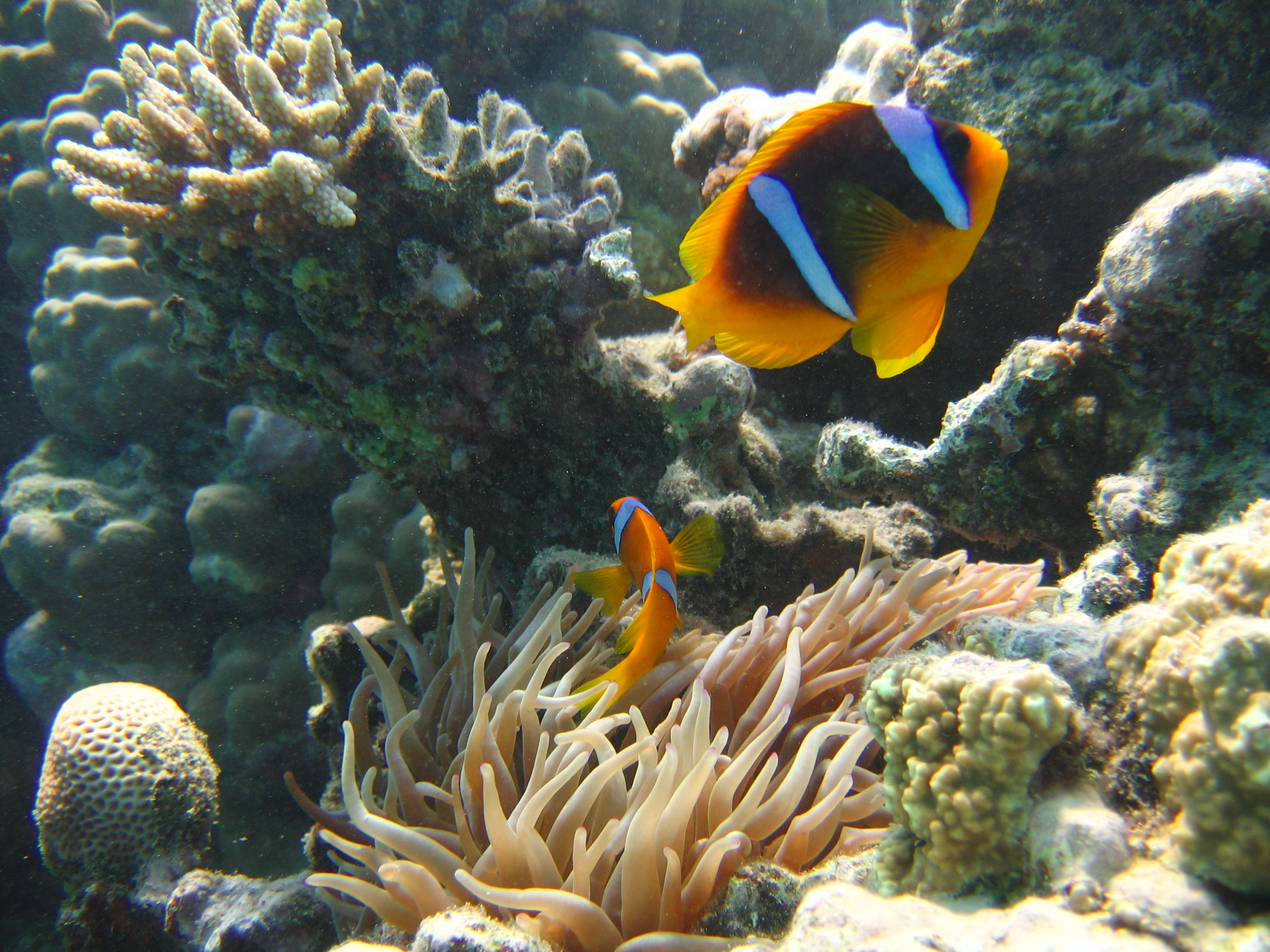
Amphiprion bicinctus
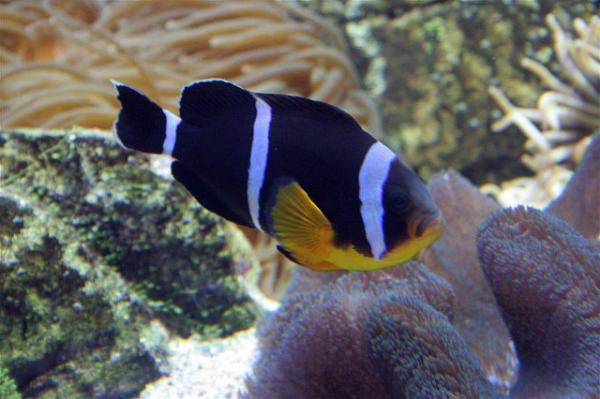
Amphiprion chrysogaster
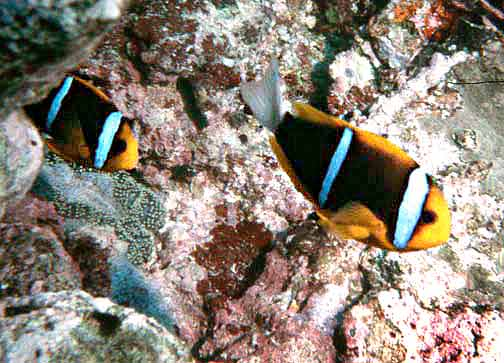
Amphiprion chrysopterus
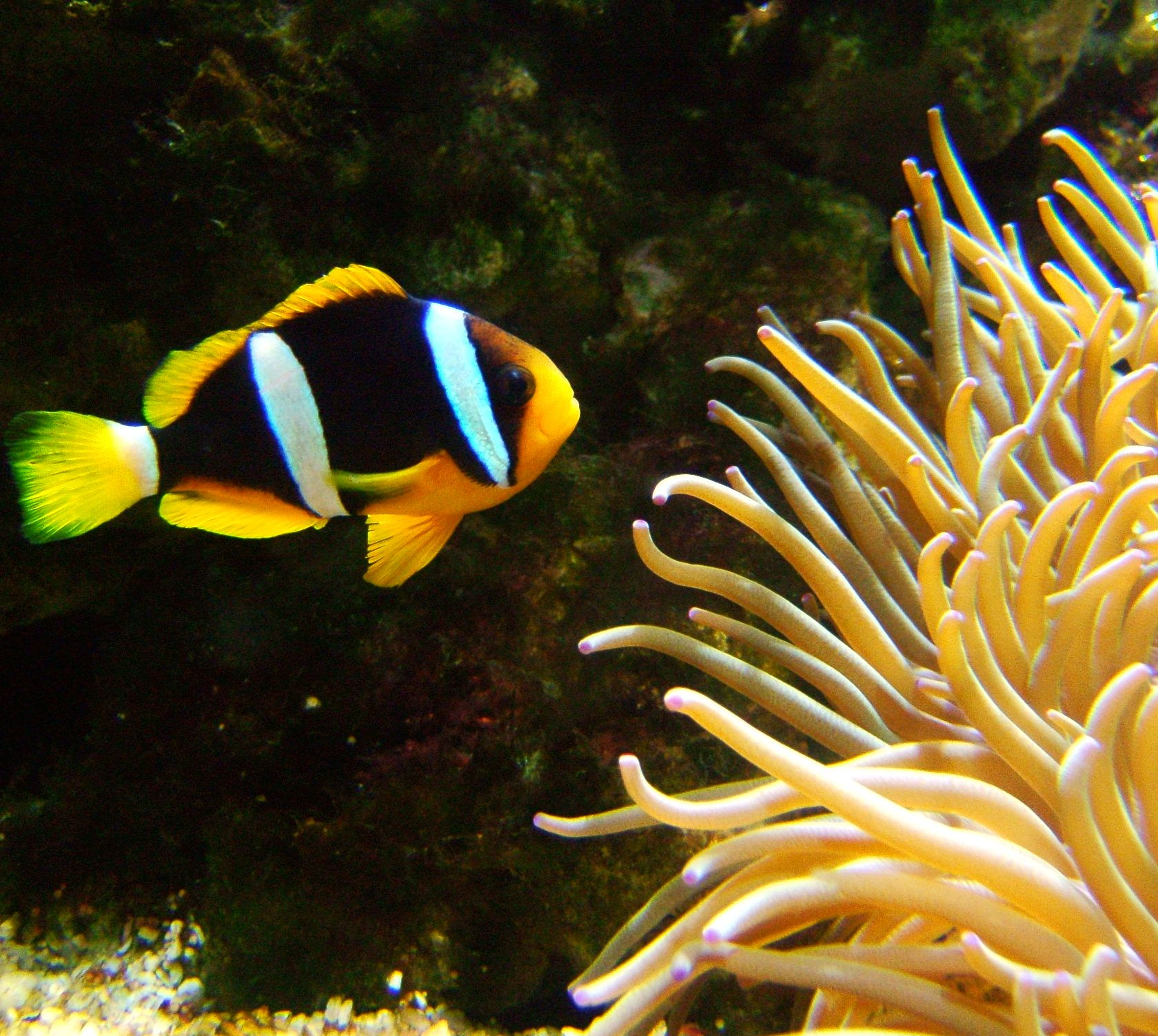
Клоун Кларка
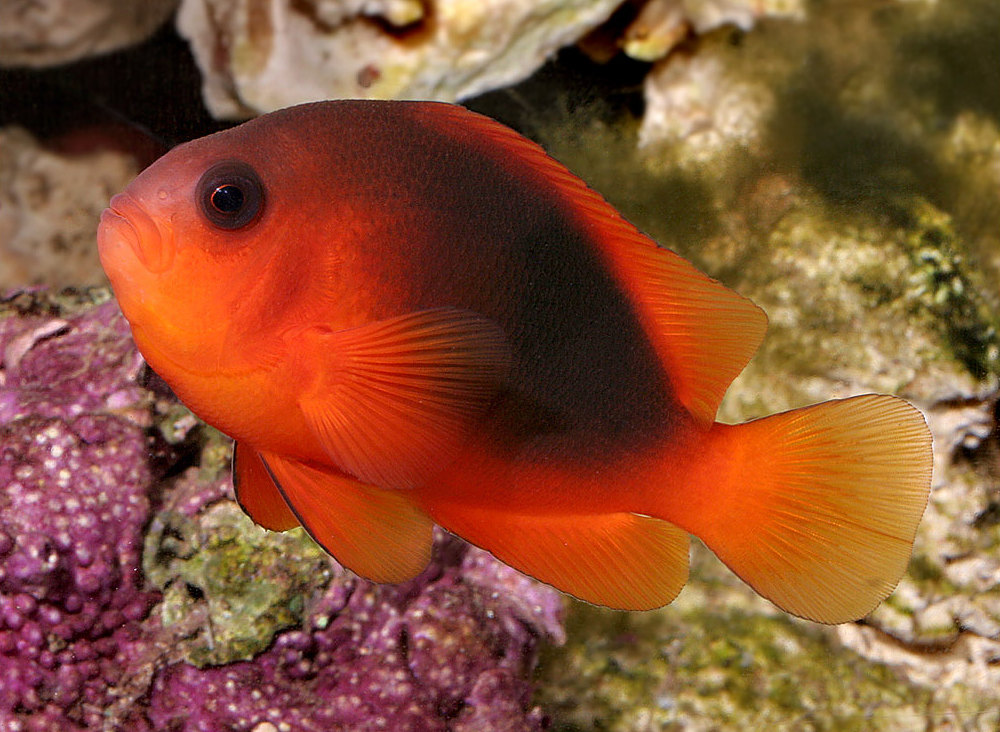
Клоун седлоспинный
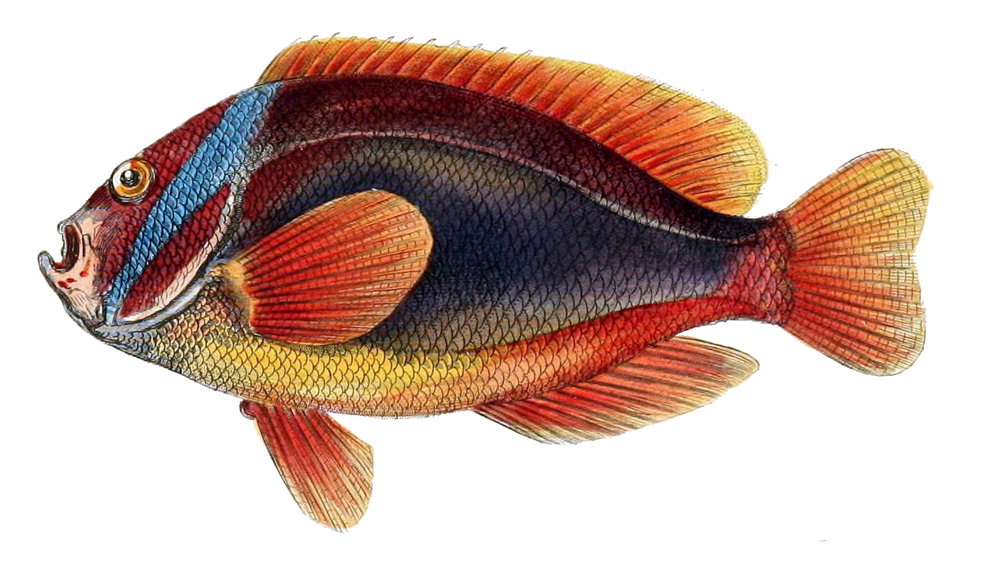
Клоун томатный
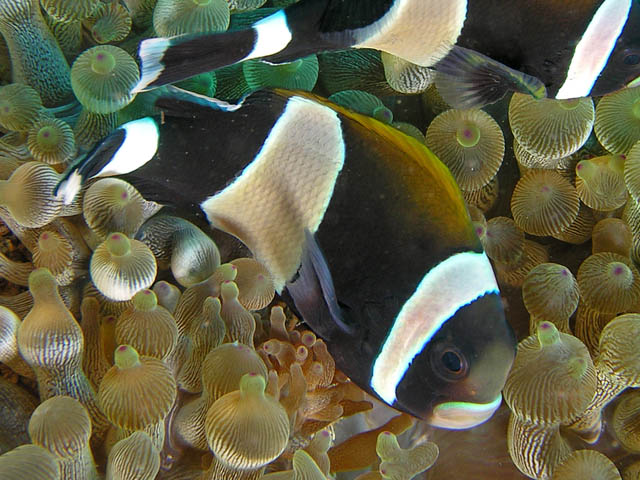
Широкополостный клоун
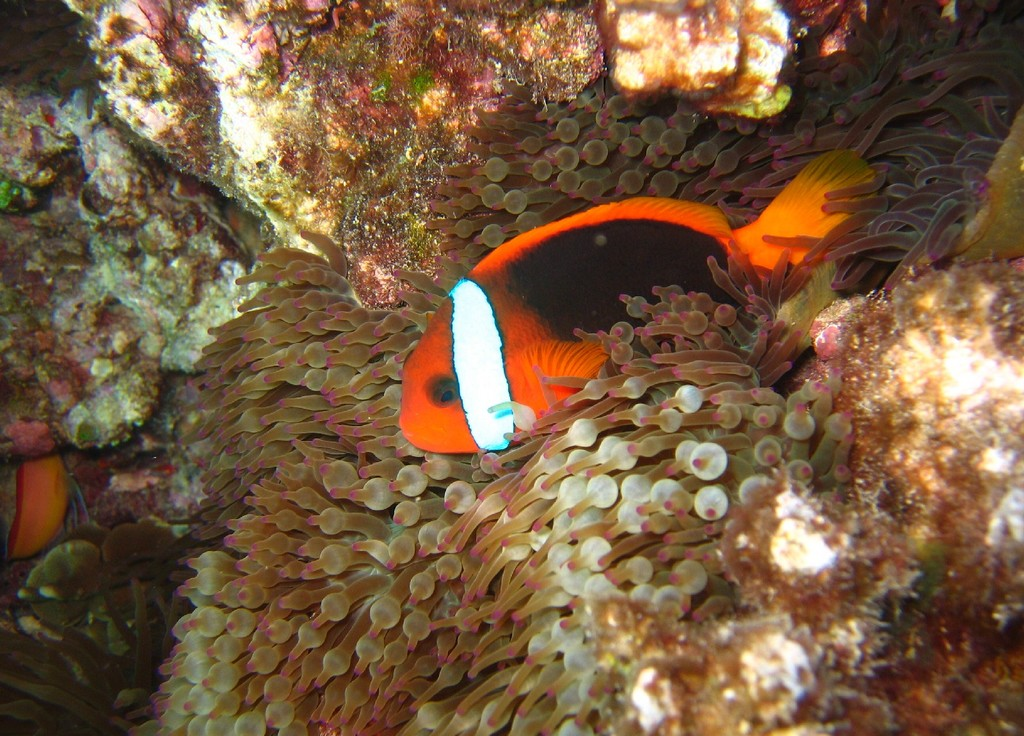
Красно-чёрный клоун
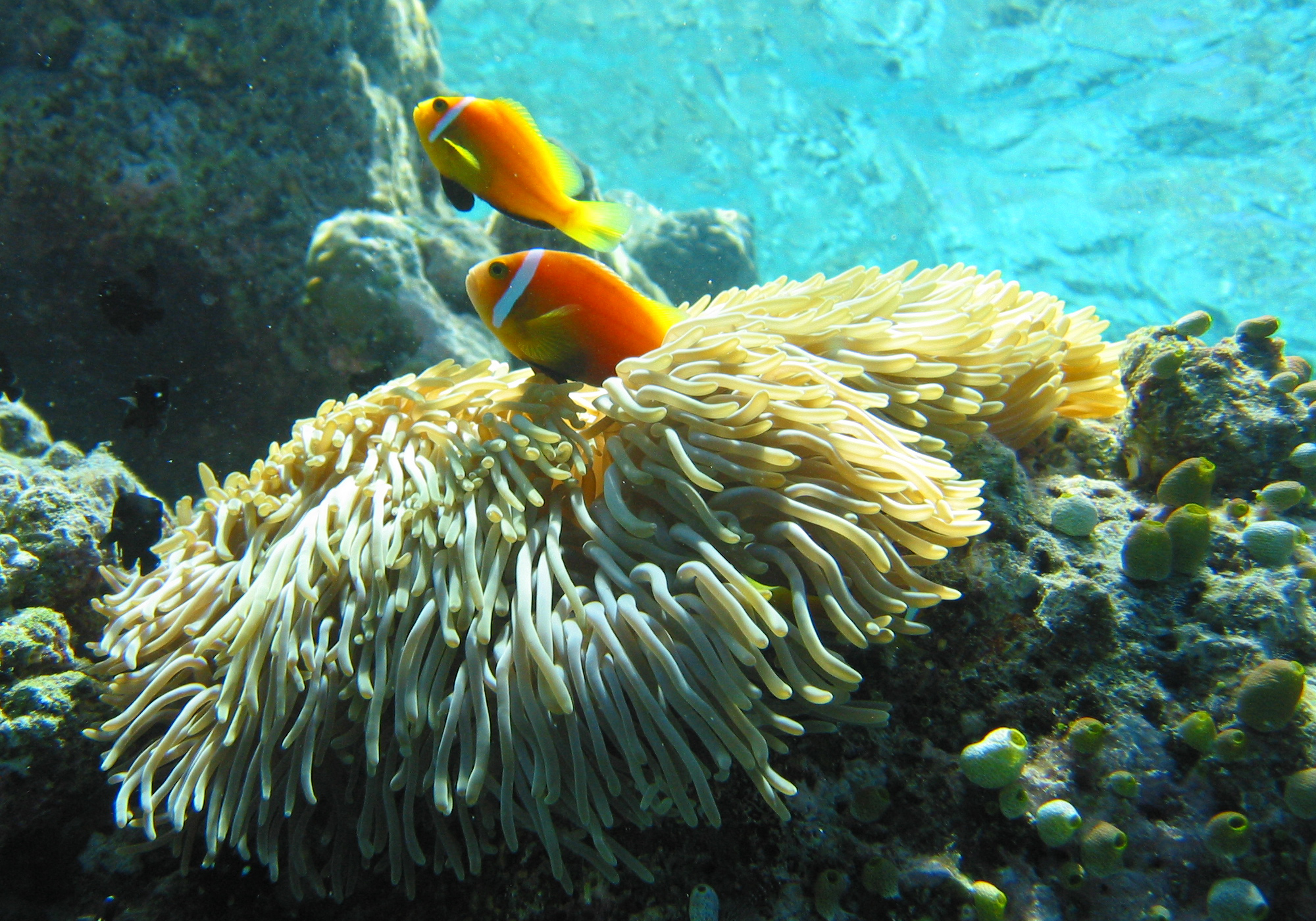
Мальдивский клоун
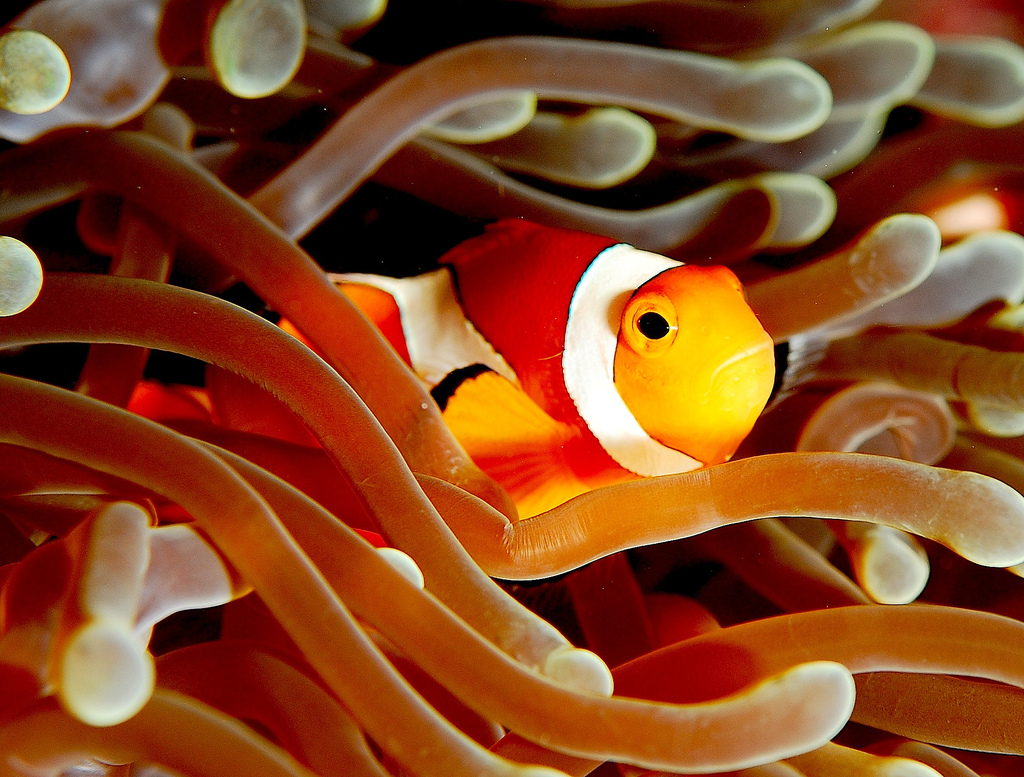
Amphiprion ocellaris
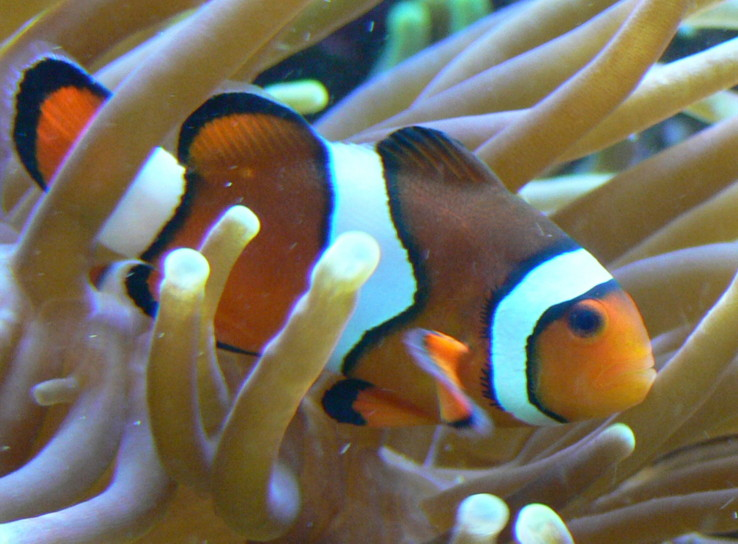
Оранжевый амфиприон
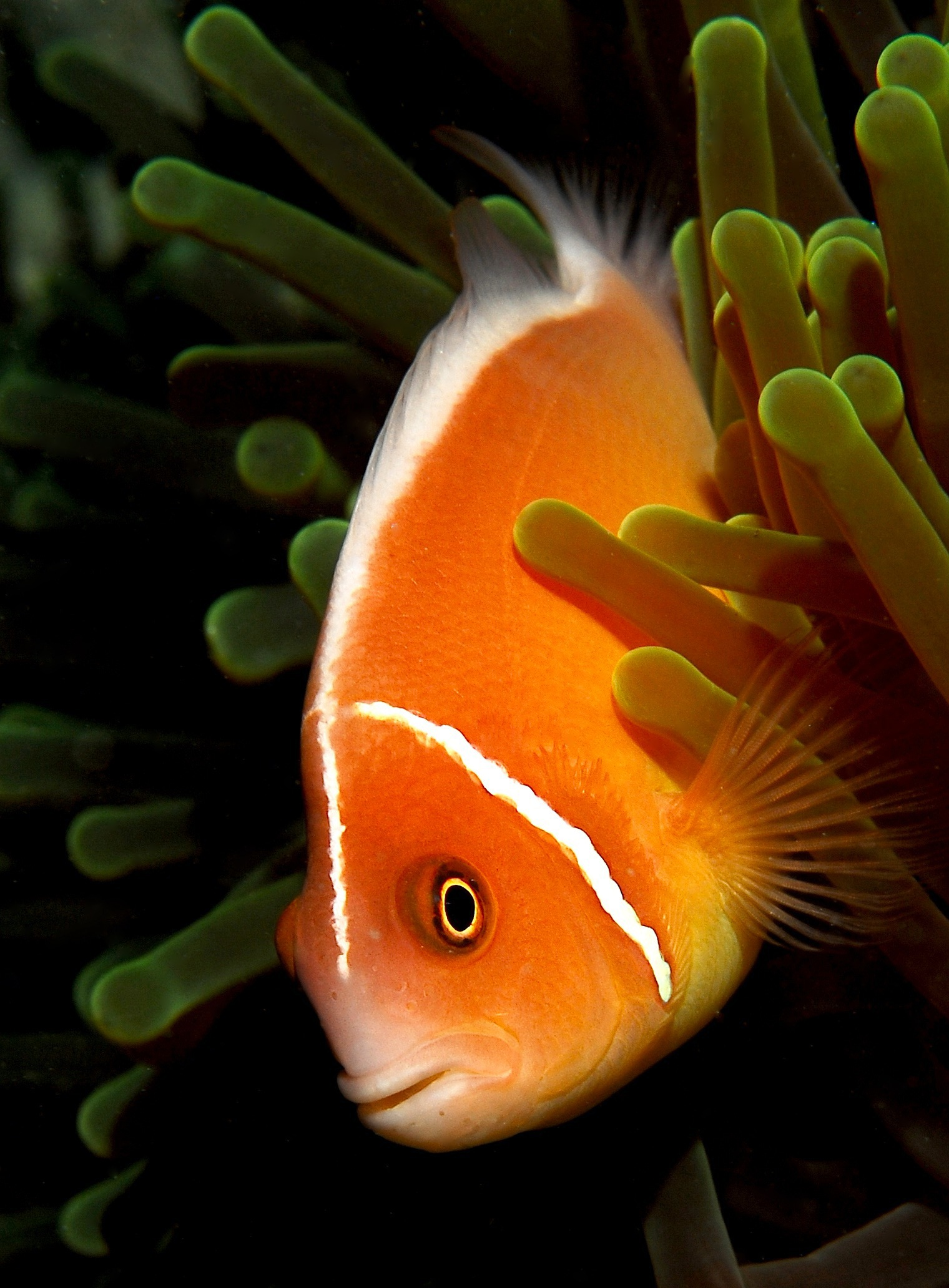
Клоун розовый
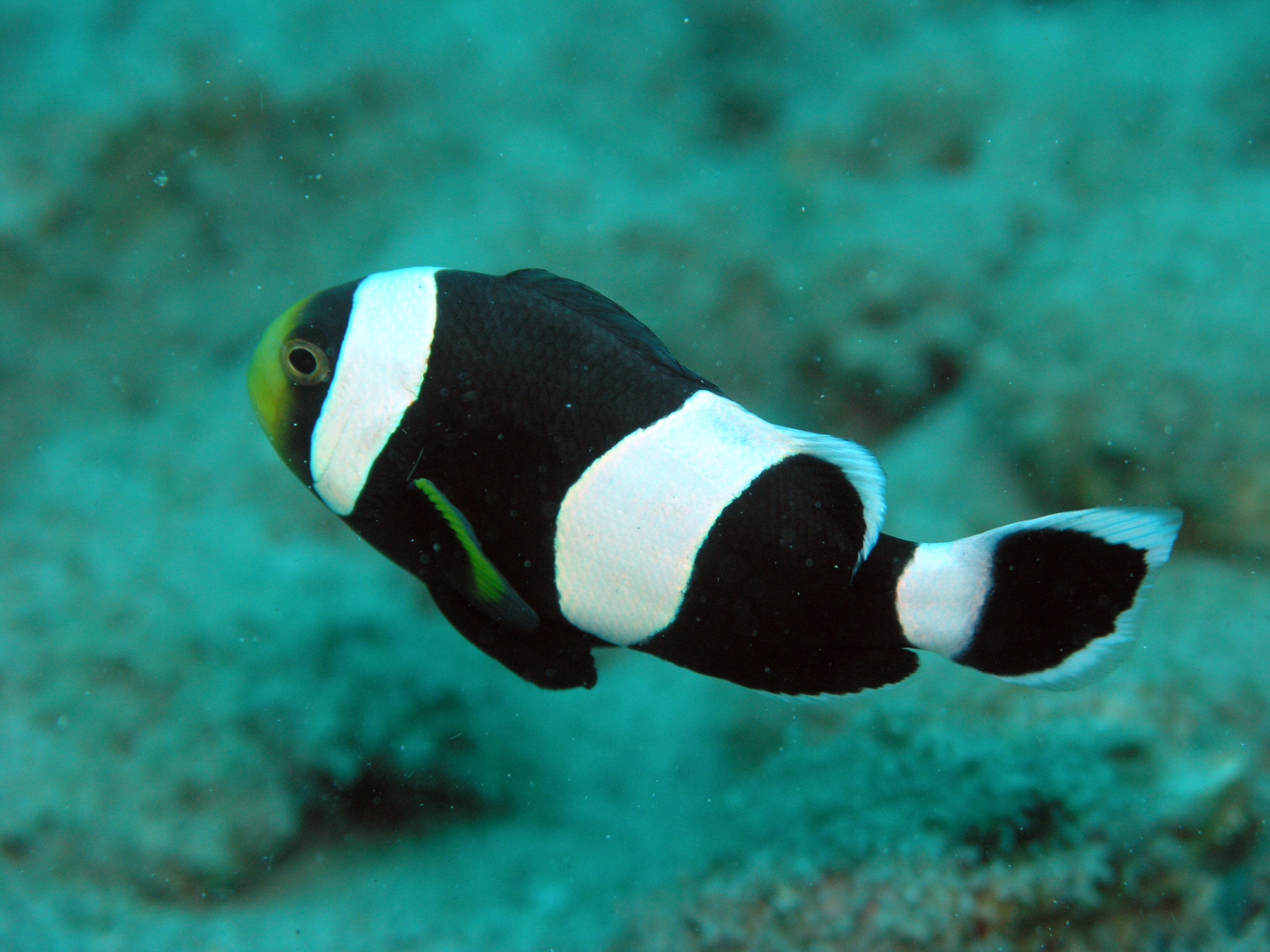
Седлистый клоун
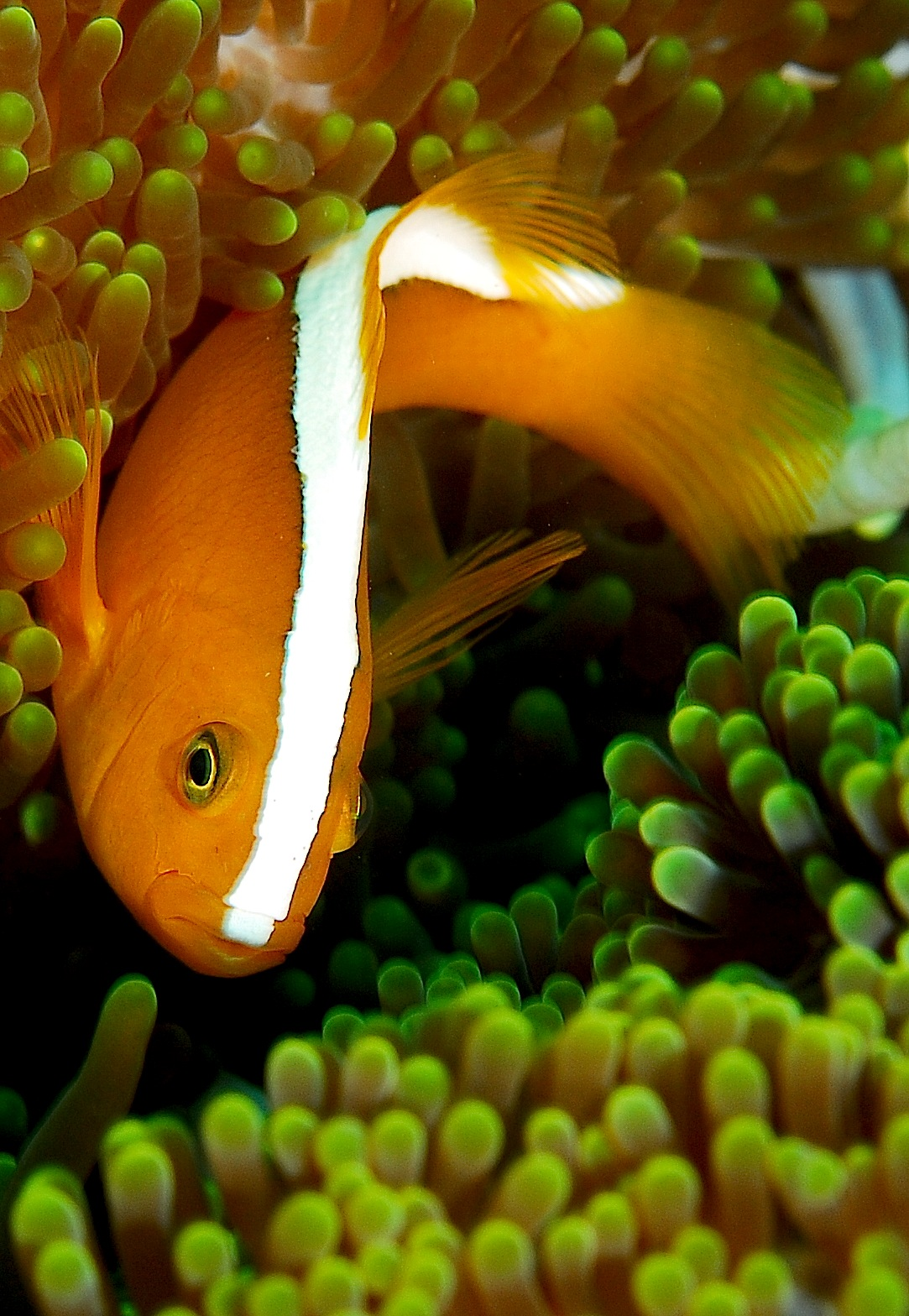
Клоун оранжевый
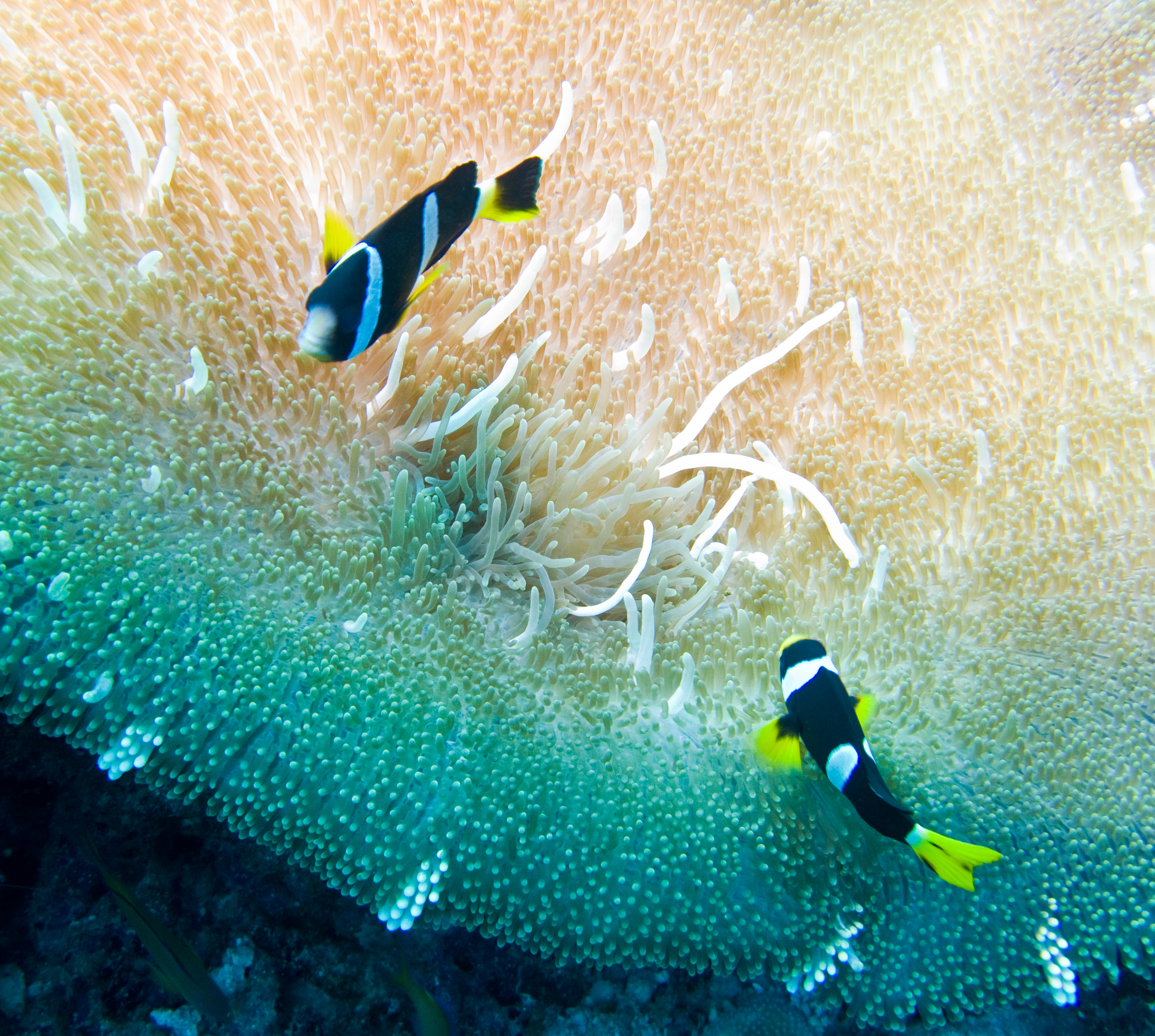
Клоун Себа
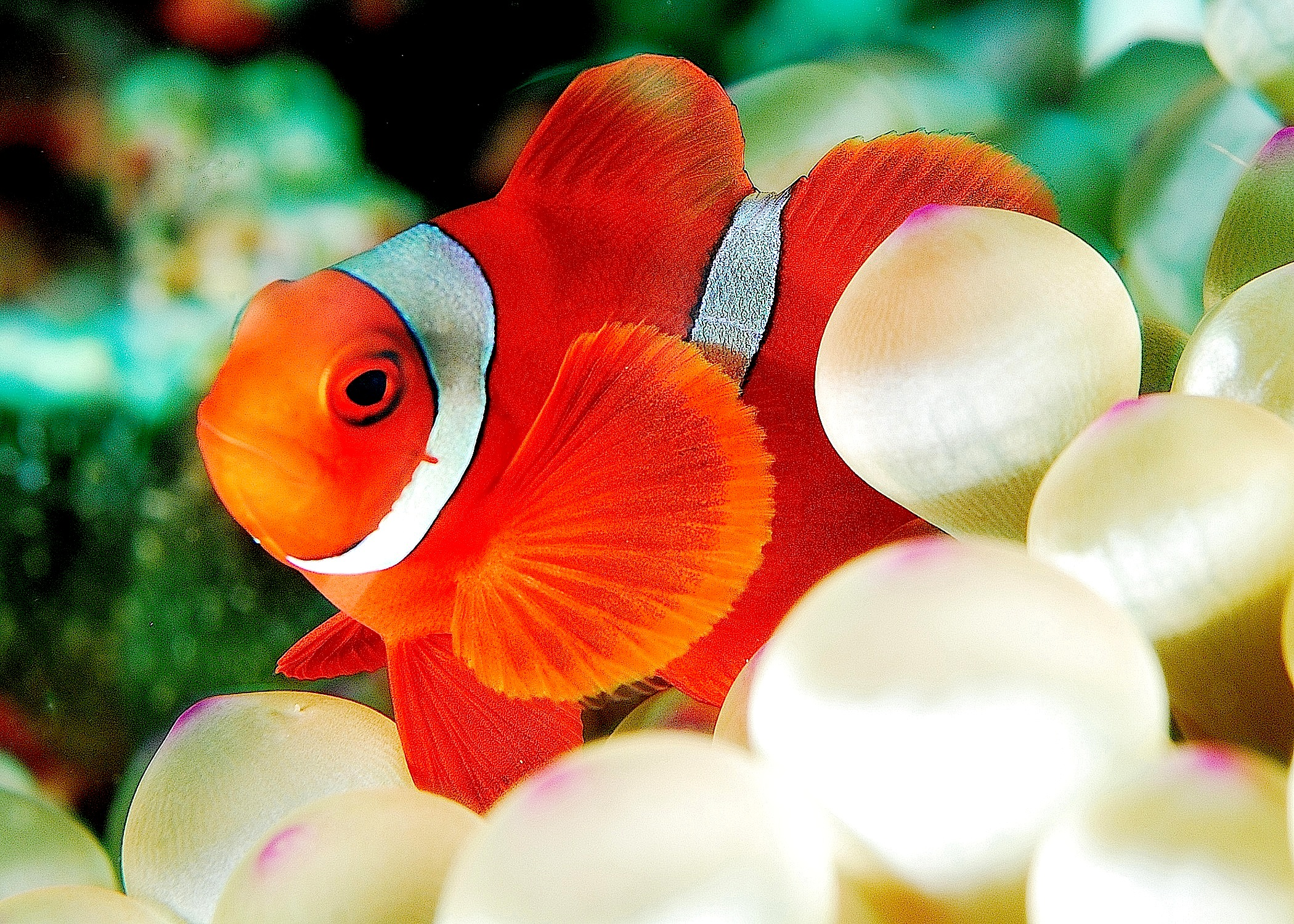
Мавританский клоун